# Mikuła Sielaninowicz

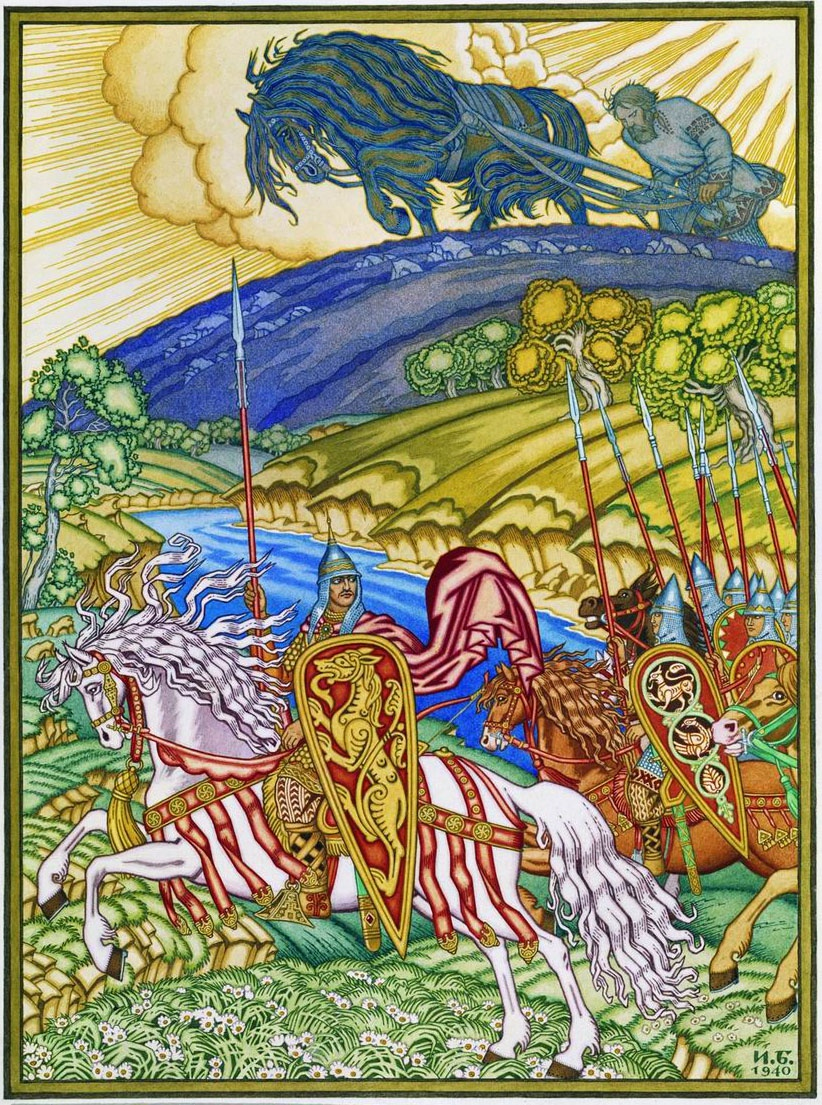
Iwan Bilibin Wolga i oracz Mikuła Sielaninowicz

Mikuła Sielaninowicz (Микула Селянинович) – bohater ruskich bylin.
Mikuła był mocarnym, jednak pogodnym i życzliwym chłopem. Podczas orania ziemi zwalał w bruzdy dęby. 
Mikuła był właścicielem magicznego worka z zaklętym w środku ciężarem ziemi, który bezskutecznie próbował podnieść Światogor.
Mikuła posiadał także klonową sochę, której nie dali rady ruszyć z miejsca Wolga ani cała jego drużyna, podczas gdy Mikuła z łatwością potrafił rzucić nią jedną ręką. Za namową Wolgi Mikuła wstąpił do jego drużyny i towarzyszył Woldze w ataku na Kurżow, podczas którego stracił swój oddział.